# Súchil
Súchil é um município do estado de Durango, no México.